# Mapania moseleyi
Mapania moseleyi är en halvgräsart som beskrevs av Charles Baron Clarke. Mapania moseleyi ingår i släktet Mapania och familjen halvgräs. Inga underarter finns listade i Catalogue of Life.